# 范儁
范儁（？—？），字國士，江西承宣布政使司瑞州府高安縣（今江西省高安市）人，明朝政治人物，曾於浙江、湖廣等地任職，官至湖廣道監察御史、贈光祿寺少卿。事迹具《明史》，側傳於盧洪春本傳。

## 生平
范儁於萬曆五年（1577年）舉進士，中禮部會試第一百四十四名，得廷試第三甲，先任浙江義烏縣知縣 。十一年（1583年），徵授湖廣道監察御史。十二年（1584年），被貶斥為民。天啟二年（1622年），復官，贈光祿寺少卿。

## 事迹

### 疏政被貶
萬曆十二年（1584年）正月，范儁上疏陳詞時政十事，主要涉及地方事務，均語切定當，其中以「人欲宜防，力以靡曼麴糵為戒」為中心。剛好擬好奏疏之時，正值慈寧宮失火，給事中鄒元標又疏陳六事，神宗意許其實則為忤礙自己意旨。及後神宗患病，大臣俱請候問安，而范儁之陳時政十事之疏又剛好一併送入。神宗閱疏後，認為范儁與鄒元標等人不斷違背自己意旨，有暗諷因此而患病之意，由此而龍顏不悅，憤怒斥責范儁道：「嚮未罪元標，致儁復爾，當重懲之。」朝臣聞訊後，其中申時行等人上奏希望神宗息怒，擬鐫秩降職作罷，但神宗仍然憤怒，下刑廷杖。廷杖當晚，大雷雨作，翌日早上門外水已高三尺餘。神宗此時怒氣已大抵消退，而申時行等亦繼續上奏望神宗挽留范儁，後神宗決定將范儁貶斥為民。

### 屢薦不起
十三年（1585年），給事中張維新請求神宗重新任用被譴謫朝臣，惟獨范儁並未有被起用。另外，給事中孫世禎、御史方萬山等又向神宗奏言范儁不宜獨遺，坐奪朝廷俸祿。種種因素集合起來，范儁於是屢薦不起。十多年後，天啟二年（1622年），終獲復官，並贈光祿寺少卿。後去世，卒年不詳。

## 評價
《明史》於范儁傳前有句載：「御史范儁嘗陳時政。帝方疾，見儁疏中『防人欲』語，斥之。主事董基以諫內操謫官。其後員外郎王就學因諫帝託疾不送梓宮，尋罷去。皆與洪春疏相類。」以示范儁當時實則與王就學等人之遭遇相類似，皆因上言直諫，不獲帝納，終落得被斥為民的下場。

## 外部連結
- 中研院史語所：范儁 （页面存档备份，存于）

| 官衔        | 官衔                                   | 官衔          |
| ----------- | -------------------------------------- | ------------- |
| 前任： 梅淳 | 浙江金華府義烏縣知縣 萬曆五年-十一年任 | 繼任： 俞士章 |